# Metso
Metso war ein internationaler Technologiekonzern mit Sitz in Finnland, der in der Bergbau-, Bau-, Papier- und Erdölindustrie tätig war.  Er beschäftigte etwa 12.000 Mitarbeiter in 50 Ländern. Metso Corporation wurde 1999 durch die Fusion von Valmet und Rauma gegründet. Die Hauptverwaltung liegt in Helsinki. Metso bestand aus drei Segmenten: Mining and Construction (Bergbau und Bauausführung), Automation and Pulp, Paper and Power. Metsos größte Konkurrenten waren Andritz AG, Voith und Sandvik AB. Am 1. Juli 2020 fusionierten Metso und wesentliche Teile des ebenfalls finnischen Unternehmens Outotec zur Metso Outotec.
Im Mai 2023 verkürzte Metso Outotec seinen Namen auf Metso.

## Geschichte
Metso entstand am 1. Juli 1999 durch die Fusion von Valmet, einem Papier- und Kartonmaschinen-Hersteller, und Rauma, welches sich auf Fasertechnologien, Gesteinszerkleinerung und Durchflusskontrollen spezialisiert hatte.
1998 waren mehrere Unternehmen Teil von Rauma, unter anderem:
- Timberjack Forstmaschinen
- Sunds Defibrator Ausrüstung für die  Fasertechnologie
- Nordberg Gesteinszerkleinerer
- Neles Controls Ventilkontroll-Systeme

Der Grund für die Fusion war die Absicht, besonders im Gebiet der Verfahrenstechnik zu wachsen. Weiters erschien es als größeres Unternehmen leichter, am internationalen Markt zu bestehen. Der Umfang des Geschäftsfeldes wurde durch die Vereinigung breiter gefächert. Kritiker behaupteten allerdings, dass ein einfacheres Wachstum erreicht worden wäre, wenn die beiden Unternehmen sich jeweils um einen Partner in ihrem Hauptgeschäftsfeld bemüht hätten. Matti Sundberg, zu dieser Zeit der CEO von Valmet und später von Metso, meinte später, dass er die Vereinigung ursprünglich anders umsetzen wollte. Er beabsichtigte anfänglich das Kerngeschäft von Valmet, die Papiermaschinen, durch die Fusion zu verstärken. Der vormalige CEO von Rauma, Heikki Hakala, wurde der neue Geschäftsführer von Metso. Die Anfänge des neuen Unternehmens gestalteten sich schleppend und führten im ersten Jahr zu einem bescheidenen Finanzergebnis. Der Grund dafür war unter anderem, dass sich die Zusammenarbeit zwischen Heikki Hakala und Matti Sundberg als schwierig gestaltete. So berichtete Heikki Hakala, welcher eigentlich als rechte Hand von Sundberg geplant war, dem Aufsichtsrat, bei welchem Pertti Voutilainen den Vorsitz hatte.
Das neue Unternehmen hatte Büros in 50 Ländern, 32.000 Angestellte, und war in vier verschiedenen Geschäftsfeldern tätig:
- Papiermaschinen
- Forstmaschinen (aufgegeben  2001)
- Fasertechnik
- Gesteinszerkleinerungsanlagen

Der Name für die neue Firma wurde durch einen Mitarbeiterwettbewerb bestimmt. Metso ist finnisch und heißt Auerhahn (Tetrao urogallus). Metsos Logo ist ein stilisiertes Bild der Flügel eines Auerhahns.
Heikki Hakala und Matti Sundberg verließen bald das Management von Metso. Tor Bergmann wurde im Jahr 2001 der neue Präsident und CEO des Unternehmens. Unter seiner Leitung stiegen die Nettoumsätze im selben Jahr auf 4,7 Mrd. EUR, Metso hatte zu diesem Zeitpunkt 28.500 Mitarbeiter.
Die neue Metso Gruppe wurde in folgende Geschäftsfelder unterteilt:
- Papier- und Fasertechnologie
- Prozessautomatisierung und Steuerungstechnologie
- Maschinerie

So entstanden Metsos Hauptgeschäftsbereiche: Metso Paper, Metso Minerals und Metso Automation.
Das Ziel der Geschäftsaneignungen zu Beginn des neuen Jahrtausends war es, das Produkte und Dienstleistungen der Bereiche Metso Paper und Metso Automation auszubauen. Von Tätigkeiten außerhalb dieser Bereiche trennte man sich. Beispielsweise übernahm Metso im Jahr 2000 einen großen Teil der Servicetätigkeiten und Technologien für Papiermaschinen von dem amerikanischen Papiermaschinenhersteller Beloit. Metso verkaufte die in der Forstwirtschaft tätige Timberjack an Deere & Company. Ein Jahr später kaufte Metso den schwedischen Großhersteller für Ausrüstung für Mineralien- und Bergbau, Svedala Industri. Mit der Übernahme von Svedala gelangte man auch in den Besitz von deren Tochter Dynapac, die man 2004 an Altor Equity Partners verkaufte.
Jorma Eloranta trat im März 2004 an die Spitze des Unternehmens. Eine seiner ersten Tätigkeiten bestand darin, die Unternehmensziele von Metso neu zu definieren. Die Unternehmensstruktur wurde rationalisiert. Die getroffenen Maßnahmen reduzierten die jährlichen Kosten des Unternehmens um 150 Mio. EUR. Im Zeitraum von 2004 bis 2007 stieg der Nettoumsatz von 3,6 Mrd. EUR auf 6,3 Mrd. EUR und die Gewinnspanne erhöhte sich von 5,5 Prozent auf 9,3 Prozent. Unter der Führung von Jorma Elorantas verbesserte Metso den Nettoumsatz und seine finanzielle Leistung über 19 Quartale in Folge (2004–2008). Bis ins Jahr 2008 hatte sich Metso zum neuntgrößten Unternehmen in Finnland entwickelt und dabei andere Firmen wie Kone, Wärtsilä und Cargotec hinter sich gelassen.
Im August 2010 wurde Matti Kähkönen (Master of Science in Technology) zum neuen CEO gewählt.
Zuvor war er Leiter des Metso Bergbauwesen. Im September 2012 kündigte Metso eine Personalkürzung von mehr als 600
finnischen Angestellten der Papiermaschinenproduktion an. Als Grund für die Kürzung wurden mangelnde Wettbewerbsfähigkeit des Unternehmens und sinkende Profitabilität der Papiersparte genannt.
Gleichzeitig hatte Metso die Absicht eine extra Dividende für seine Shareholder auszuschütten, dieses Vorhaben wurde allerdings unter dem Druck der Kritik von Personal und der finnischen Regierung zurückgezogen.
Ende Mai 2013 gab Metso die Abspaltung der Sparte Metso Pulp, Paper & Power unter dem Namen Valmet bekannt.
Am 1. Juli 2020 fusionierten die Mineraltechnikabteilung von Metso und Outotec (spin-off von Outokumpu). Das Unternehmen wurde in den Bereich Zuschlagstoffe, Mineralverarbeitung, Metallveredelung und die Recyclingindustrie als Metso Outotec, sowie den Bereich Durchflussregelung für die Öl- und Gas-, Zellstoff-, Papier- und Bioproduktindustrie unter den Namen Neles geteilt.
Im Juni 2020 erwarb Valmet 14,9 % der Anteile von Neles.
Alfa Laval machte am 13. August 2020 ein Übernahmeangebot für die Neles Oyj.

## Organisation
Metso ist ein Technologie- und Dienstleistungsanbieter. Heute ist die Firma in vier Geschäftsbereiche unterteilt:
1. Metso Pulp, Paper & Power
2. Mining & Construction
3. Metso Automation
4. Metso Tochtergesellschaft in der Automobilindustrie, Valmet Automotive, - ehemals Saab-Valmet

### Unternehmensführung
CEO Pekka Vauramo war Präsident und CEO der Firma Metso und ist gleichzeitig der Vorstandschef der Vorstandsmitglieder.

#### Metsos Vorstandsmitglieder (Stand: Oktober 2012)
Liste der Vorstandsmitglieder von Metso (Stand Oktober 2012)
- Jukka Viinanen (CEO seit 2009, Vorstandsmitglied seit 2008)
- Mikael von Frenckell (Stellvert. CEO seit 2012, Vorstandsmitglied seit 2010)
- Christer Gardell (2006-)
- Ozey K. Horton, Jr. (2011-)
- Erkki Pehu-Lehtonen (2010-)
- Pia Rudengren (2009-)
- Eeva Sipilä (2012-)
- Personalvertreter Eija Lahti-Jäntti

Liste der Führungspositionen (Stand November 2018)
- Pekka Vauramo (Präsident und CEO)
- Eeva Sipilä (CFO und Stellvert. CEO)
- Sami Takuloma (Präsident der „Minerals Consumables business area“)
- Victor Tapia (Präsident der „Mining Equipment business area“)
- Markku Simula (Präsident der „Aggregates Equipment business area“)
- Mikko Keto (Präsident der „Minerals Services business Area“)
- Uffe Hansen (Präsident der „Recycling business area“)
- John Quinlivan (Präsident der „Valves and Pumps“)
- Merja Kamppari, Senior Vice President, Human Resources
- Jani Puroranta, Chief Digital Officer

### Metso Pulp, Paper and Power
Metso Pulp, Paper and Power (vormals Valmet Paper Machinery) war ein Hersteller für forstwirtschaftliche Maschinen und entsprechendes Equipment. In diesem Geschäftsfeld bietet Metso Prozesse, Maschinen, Dienstleistungen, Maschinenbespannung und Gewebefilter für die Zellstoff-, Papier- und Energiegewinnungsindustrie an. Der Geschäftszweig besteht aus vier Sparten (Papier, Fasertechnologie, Energie und Service) und ist ein globaler Anbieter von Zellstoff-, Papier-, Karton- und Tissuemaschinen von Zellstofferzeugung bis hin zum Verpacken von fertigen Produkten. Metso hat 1.500 Papiermaschinen sowie ca. 800 Zellstofflinien weltweit geliefert. In der ersten Hälfte des Jahres 2009 wurden kleinere Produktionsstandorte in Tampere, Turku, Oulu und Hollola geschlossen und die dort vorhandenen Produktionseinheiten auf die Standorte in Järvenpää und Jyväskylä aufgeteilt. Im Zuge dieser Restrukturierung wurde 700 Stellen im Unternehmen gestrichen.
Im Jahr 2011 verzeichnete das Geschäftsfeld Metso Pulp, Paper and Power Nettoumsätze von 2.703 Mio. EUR, wobei der größte Anteil in der Sparte Dienstleistungen lukriert wurde. Im Jahr 2011 hatte Metso Pulp, Paper and Power 12.525 Mitarbeiter.

#### Produkte und Dienstleistungen
- Maschinen und Anlagen zur Zellstoffherstellung
- Anlagen für mechanische Produktion von Hochausbeutezellstoff
- Papier-, Karton- und Tissuemaschinen
- Kraftwerkskessel, Rückgewinnungskessel, Eindampfanlagen, Rauchgasreinigung
- Gewebe und Filter für die Zellstoff-, Papier-, Energiegewinnungs- und Bergbauindustrie

#### Kunden
- Papier-, Karton- und Tissueproduzenten
- Zellstofffabriken sowie Produzenten von mechanischem Zellstoff
- Hersteller industrieller Energiegeneratoren, Stadtwerke und Versorgungsbetriebe

#### Firmenübernahmen
- Canadian Dominion Engineering Inc
- Karlstads Mekaniska Werkstad KMW (heute Metsos Abteilung Karlstad)
- Tampella Papiermaschinerie
- Wärtsilä Papiermaschinerie (heute Metsos Fabrik in Järvenpää)
- A. Ahlström Oy’s Papiermaschinenmanufaktur (wurde an die Mesera Gesellschaft verkauft)
- Beloits (nur Papiermaschinentechnologie)
- Mitsubishi's (nur Papiermaschinentechnologie)
- Rotomec S.p.A.
- Strecker
- Appleton
- Tamfelt Oyj
- Valmet-Xian

#### Konkurrenz
Metsos größte Konkurrenten im Sektor der Zellstoff- und Bergbauindustrie seit dem Konkurs der amerikanischen Beloit im Jahr 1999 waren die österreichische Andritz AG und die deutsche Voith Paper.
Im Jahr 2008 erwarb Metso zusätzliches Know-how von Mitsubishi und deren Anteile an Beloits Papiermaschinentechnologie.
In der Energiegewinnung sind Metsos größte Konkurrenten Alstom, Austrian Energy & Environment und Foster Wheeler.

### Metso Mining and Construction
Metso Bergbau und Konstruktionen lieferte Technologien und Maschinen für den Bergbau und für die Verarbeitung von Mineralien. Die Sparten sind unterteilt in Minerals Processing Solution, Crushing and Screening Equipment und Dienstleistungen. Dienstleistungen waren im Jahr 2011 die Sparte mit dem höchsten Umsatz von 1,389 Mrd. €. Hingegen lag der Nettoumsatz von Minerals Processing Solution bei 906 Millionen € und 465 Millionen € bei Crushing and Screening Equipment im selben Jahr. Im Jahr 2001 wurde die schwedische Svedala Industri AB von den ehemaligen Oy Lokomo AB-Fabriken in Tampere erworben.
In Colorado Springs, Colorado USA entwickelt Metsos Process Technology Center virtuelle Maschinen auf Multi-Physik-Modellen.

#### Produkte und Dienstleistungen
- Schleifmaschinen und Schleiflösungen
- Zerkleinerungsmaschinen und Zerkleinerungslösungen, Prozesslösungen
- Mobile Zerkleinerer und Absperrungswände
- Lösungen zur Beförderung von klobigen Material

#### Kunden
Bau- und Bergbauindustrie.

#### Konkurrenz
Die größten Konkurrenten im Bergbau waren: FL Smidth, Outotec und ThyssenKrupp, und in der Bauindustrie: Terex, Atlas Copco, Caterpillar und Sandvik.

### Metso Automation

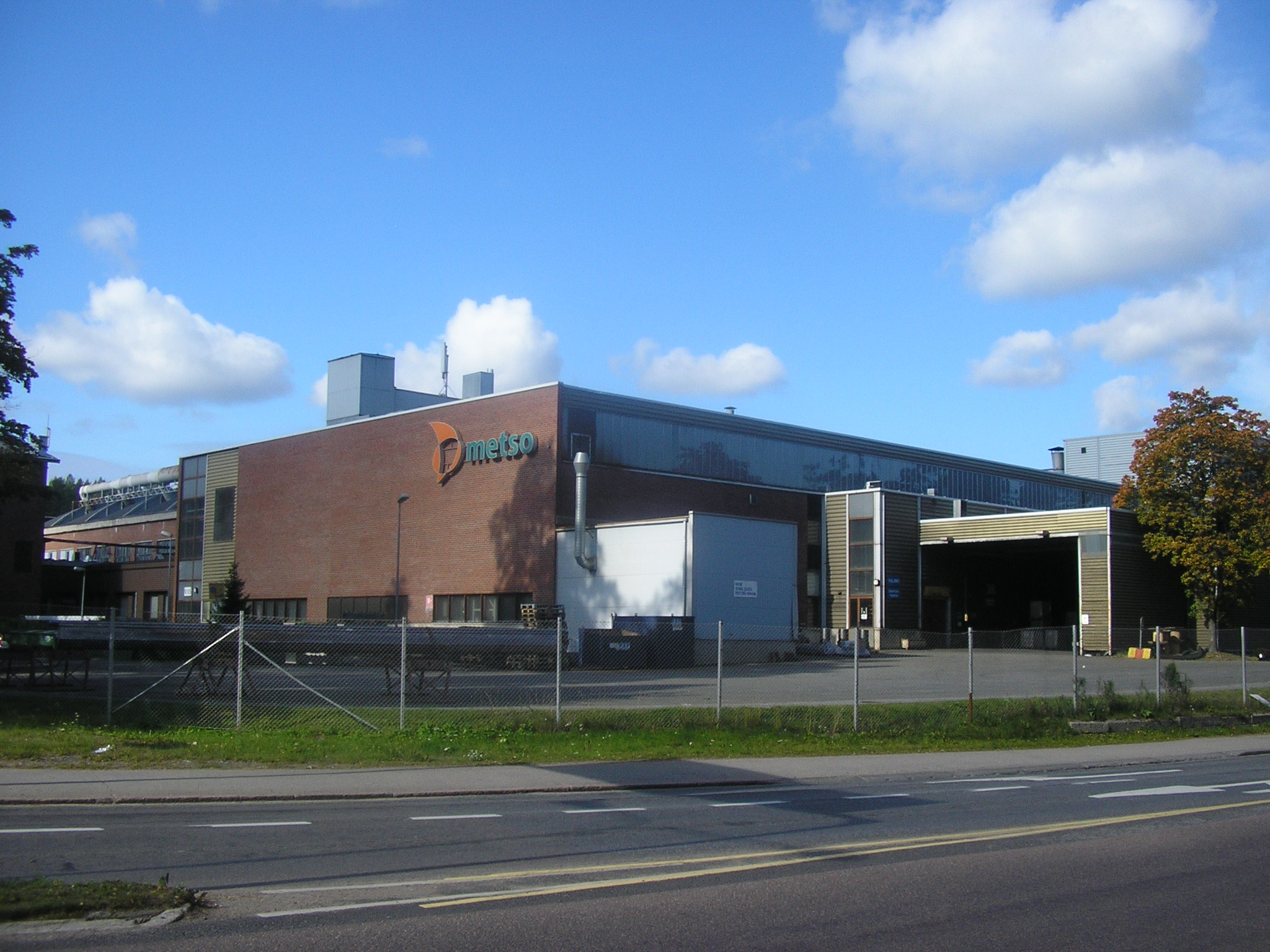
Metso Rautpohja factory in Jyväskylä, Finland

#### Produkte und Dienstleistungen
- Prozessautomatisierungsanlagen[23]
- Analyzers und Messsysteme

#### Kunden
Die Kunden von Metso Automation kamen hauptsächlich aus den Bereichen Energiegewinnung sowie aus der Öl-, Gas-, Zellstoff-, Papier-, Bergbau- und Konstruktionsindustrie.

#### Konkurrenz
Zu Metsos Konkurrenten im Bereich der Automatisierungssysteme zählten u. a. ABB und Honeywell, in der Ventilherstellung sind es Emerson Process Management, General Electric und Flowserve.

### Andere Geschäftszweige

#### Materialwirtschaft
Metsos Materialwirtschaft beschäftigte sich mit dem Entwickeln von metallischen Materialien und hat zum CERN LHC und ITER Projekt beigetragen.

#### Valmet Automotive
Die 1968 entstandene Valmet Automotive stellt Cabrios, Elektroautos und „Premium Cars“ her. 2012 beschäftigte die Firma 1700 Mitarbeiter in Finnland, Deutschland, Polen, Schweden, China und den USA.

#### Recycling
Metso Recycling bietet Metall- und Müllrecyclingausrüstungen an. Am 25. Oktober 2012 gab Metso bekannt, dass Metso Recycling am 1. Dezember 2012 in den Mining and Construction-Geschäftszweig integriert wurde.

## Aktien
Metsos Aktien waren an der Börse in Helsinki gelistet. Die Aktien wurde vormals an der New Yorker Börse gehandelt, doch seit dem 14. September 2007 werden die Aktien auf dem außerbörslichen Markt (OTC) gehandelt.

### Eigentümer
Stand September 2012:
- Solidium Oy 11,1 %
- Cevian Capital Ii Master Fund L.P 6,8 %
- Ilmarinen Mutual Pension Insurance Company 4,0 %
- Varma Mutual Pension Insurance Company 2,6 %
- The State Pension Fund 1,3 %
- Nordea Funds 1,0 %
- Mandatum Life Insurance Company Limited 0,9 %
- Svenska litteratursällskapet i Finland r.f. 0,8 %
- OP Funds 1,1 %
- The Local Government Pensions Institution 1,0 %
- Nominee-registered shares accounted for 38,8 % of the total shares.[29]

## Veräußerungen
Im September 2008 verkaufte Metso 83 % seiner Gießerei-Abteilung in Karlstad / Schweden an die Investment-Gruppe Primaca Kapitalanlagegesellschaft. Die Gießerei mit 120 Angestellten wurde um insgesamt 15 Mio. EUR verkauft. Die Gießerei in Karlstad ist spezialisiert auf die Herstellung von Windenergieanlagen, Diesel-Motorblöcke und Yankeezylinder für Papiermaschinen.

## Anerkennungen und Auszeichnungen
Im Jahr 2012 wurde dem Metsos Mitarbeiter Mika Viljanmaa der mit zwei Millionen Schwedischen Kronen (225.000 Euro) dotierten Marcus Wallenberg Preis verliehen. Diese Auszeichnung wird gerne als der „Nobelpreis der Holzindustrie“ bezeichnet. Mika Viljanmaa hat 120 Patente entwickelt, 57 davon im Bereich der Metallband-Technologie. Den Preis erhielt er aufgrund seiner Entwicklungen im Bereich der Metallband-Kalandrierung. Metallband-Kalandrierung verbessert die Oberflächeneigenschaften von Papier, steigert die Produktionseffizienz, senkt den Verbrauch von Rohfasermaterialien und ermöglicht Druck- und Trocknungsanwendungen. Anfängliche Forschungsexperimente und Tests mit dieser neuen Technologie wurden von 1996 bis 2000 durchgeführt, 2006 kam es zum ersten industriellen Einsatz. Mittlerweile beläuft sich die absolute Produktionskapazität der Metallband-Kalandrierung auf 2,2 Millionen Tonnen pro Jahr.